# Zaječiće
Zaječiće (izvirno srbsko Зајечиће) je naselje v Srbiji, ki upravno spada pod Občino Sjenica; slednja pa je del Zlatiborskega upravnega okraja.

## Demografija
V naselju živi 128 polnoletnih prebivalcev, pri čemer je njihova povprečna starost 34,3 let (32,3 pri moških in 36,2 pri ženskah). Naselje ima 43 gospodinjstev, pri čemer je povprečno število članov na gospodinjstvo 4,30.
|  |

| Demografija | Demografija     | Demografija     |
| Leto        | Št. prebivalcev | Št. prebivalcev |
| ----------- | --------------- | --------------- |
|             |                 |                 |
|             |                 |                 |
|             |                 |                 |
|             |                 |                 |
| 1948        | 200             |                 |
| 1953        | 241             |                 |
| 1961        | 253             |                 |
| 1971        | 339             |                 |
| 1981        | 269             |                 |
| 1991        | 242             | 235             |
| 2002        | 218             | 185             |
|             |                 |                 |

| Etnična sestava po popisu iz leta 2002 | Etnična sestava po popisu iz leta 2002 | Etnična sestava po popisu iz leta 2002 | Etnična sestava po popisu iz leta 2002 | Etnična sestava po popisu iz leta 2002 |
| -------------------------------------- | -------------------------------------- | -------------------------------------- | -------------------------------------- | -------------------------------------- |
| Bošnjaki                               | Bošnjaki                               |                                        | 180                                    | 97,29%                                 |
| Muslimani                              | Muslimani                              |                                        | 3                                      | 1,62%                                  |
| Neznano                                | Neznano                                |                                        | 0                                      | 0,0%                                   |